# Henning Bess

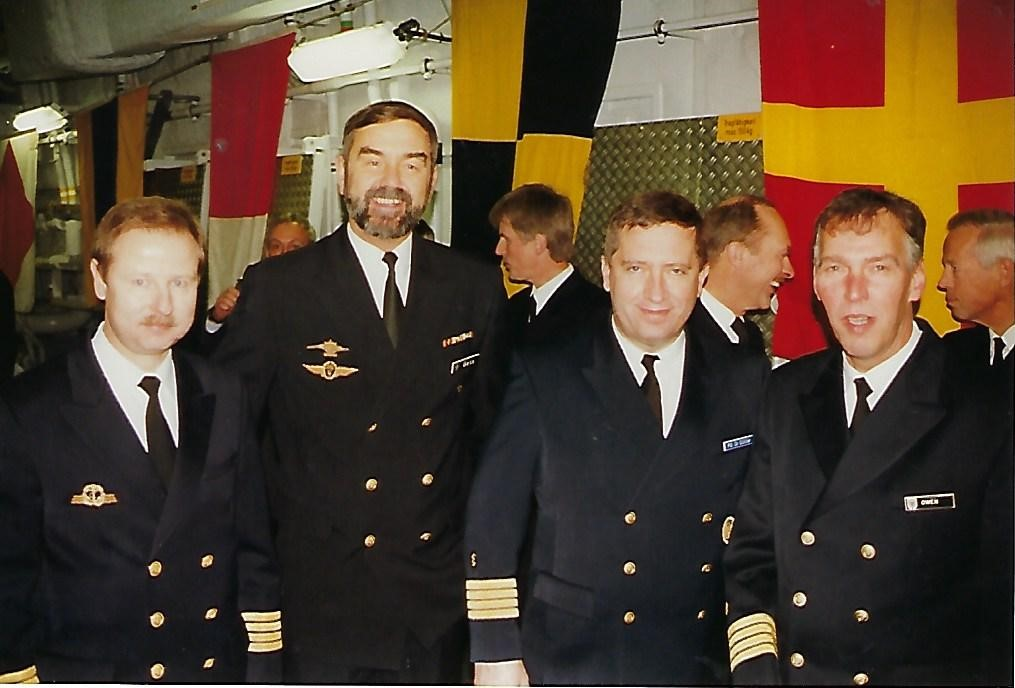
KzS Bess (2. v. li., 1996)

Henning Bess (* 21. Mai 1947) ist ein Flottillenadmiral a. D. der Deutschen Marine.

## Leben
Als Enkel des Fregattenkapitäns Hans Bess, der die 1. Landungs-Division während des Zweiten Weltkriegs kommandierte, und Sohn des Marineoffiziers Hans Henning Bess mit der Crew X/66 in die Bundesmarine eingetreten, diente Bess als Minentaucher und Kommandant von drei Minensuch- und Minenjagdbooten in der Flottille der Minenstreitkräfte. Vom 29. Dezember 1988 bis zum 24. März 1991 war er als Fregattenkapitän Kommandant des Zerstörers Schleswig-Holstein. Anschließend war er als Kapitän zur See Kommandeur des 4. Fregattengeschwaders. Als solcher war er von Januar bis März 1994 Commander Task Group (CTG) des DESEX 1/94. An der Destroyer Exercise nahmen außer der Emden der Tanker Rhön, das Versorgungsschiff Freiburg, die Fregatte Bremen und bis Dakar auch britische und französische Schiffe teil. Der deutsche Verband fuhr nach Buenos Aires/Montevideo, Mar del Plata und Recife weiter. In Roosevelt Roads stieß die Fregatte Niedersachsen für ein Seeschießen zum Verband. Als er sich in Dakar auf der Emden einschiffte, stellte er sich in eine alte Familientradition: Der Großvater Hans Bess war Erster Offizier (I O) auf dem legendären Kleinen Kreuzer Emden. Der Vater war wie der Großvater Oberhaupt der Emdenfamilie.
Danach war Henning Bess von 1995 bis 1998 Kommandeur der Flottille der Marineführungsdienste. Nach Verwendungen im Führungsstab der Marine in Bonn wurde er in Potsdam Abteilungsleiter im Einsatzführungskommando der Bundeswehr. 2005 wurde er zum Flottillenadmiral befördert und als Director Operations im Kommando Operative Führung Eingreifkräfte in Ulm eingesetzt. In dieser Funktion war er u. a. designierter Befehlshaber für Einsätze der EU Battlegroup unter deutscher Führung. 2006 war er der Führer des deutschen EUFOR-RD-Congo-Kontingents in der Demokratischen Republik Kongo. 2009 leitete er das deutsche Verbindungskommando beim United States Central Command in Tampa. Seit dem 1. Juni 2009 ist er pensioniert.
Mit seiner Frau Jule Müller engagiert er sich für das Sozialprojekt Petite Flamme in Kinshasa.

## Veröffentlichungen
- 100 Jahre SMS Emden. MarineForum 11/2012, S. 51–53